# Barrage de Kunduzlar
Le barrage de Kunduzlar (en turc : Kunduzlar barajı, barrage des castors) est un barrage dans la province d'Eskişehir en Turquie.

## Sources
- (en) « Kunduzlar Dam », sur Agence gouvernementale turque des travaux hydrauliques (DSİ)